# 570 TCN
570 TCN là một năm trong lịch La Mã.

## Sinh
- Xenophanes, nhà triết học, thần học, nhà thơ người Hy Lạp
- Pythagoras, nhà triết học người Hy Lạp